# Ol Doinyo Sapuk
Ol Doinyo Sapuk, Kilimambogo (2146 m n.p.m.) – wulkan wygasły w Kenii, na terenie parku narodowego Ol Donyo Sabuk w Matungulu.

## Nazwa
Ol Doinyo Sapuk w języku Masajów znaczy „wielka góra”, lud Kikuju nazywa ją Kilima Mbogo (Kilimambogo), co znaczy „bawola góra”.

## Historia
Góra oraz przyległy teren (ranczo, farma Juja założona w 1905 roku) należały do biznesmena i osadnika Williama Northrupa McMillana, który został pochowany 2 km od wierzchołka wulkanu. Park narodowy założono w 1967 roku. Na szczycie zbudowano nadajnik radiowy VHF oraz inne maszty radiowe.

## Geologia
Góra to wulkan wygasły i twardzielec, wyrasta blisko 1 km ponad powierzchnię płaskowyżu. Jest zbudowana ze starych skał krystalicznych. Lawa z wulkanu w miocenie utworzyła Yatta Plateau, co stanowiło największy wypływ lawy na świecie o długości 290 km.

## Przyroda
Szczyt wulkanu porasta gęsty las, niedostępny dla turystów nawet samochodem; pod szczytem rosną m.in. lobelie. Na stokach góry żyją bawoły, a także małpy (m.in. gerezy), antylopy oraz wiele gatunków ptaków.

## Turystyka
Góra jest możliwa do zdobycia samochodem terenowym do pewnej wysokości bądź pieszo, w obu przypadkach w towarzystwie lokalnego strażnika. Na zboczach góry grasują złodzieje i bandyci. Na szczyt prowadzi droga o długości 8 km, na 7. kilometrze pochowano biznesmena i osadnika Williama Northrupa McMillana, wraz z jego żoną, służącą i psem. McMillan miał zostać pochowany na szczycie, jednak sprzęgło traktora, który wiózł trumnę uległo zatarciu. Z miejsca pochówku rozciąga się rozległa panorama na zakole rzeki Athi oraz pola ananasowe wokół miasta Thika. W grudniu i styczniu przy odpowiedniej widoczności dostrzegalny jest masyw Kenia oraz Kilimandżaro.